# Bahnstrecke Puerto Supe–Paramonga
| Streckenlänge: | 7,5 km            |                          |                          |
| Spurweite: | 1067 mm (Kapspur) |                          |                          |
| |                   |                          |                          |
| \| \| \| Paramonga (⊙) \| \| \| \| \| Río Pativilca \| \| \| \| \| von Alpas \| 600-mm-Spur \| \| \| \| Barranca (⊙) \| \| \| \| \| Supe (⊙) \| \| \| \| \| nach Ancón \| 914-mm-Spur \| \| \| \| Puerto Supe (⊙) \| \| \| \| \| Hacienda San Nicolás (⊙) \| \| \| \| \| \| \| \| Quellen: [1]:76 \| \| \| \| |                   |                          |                          |
| Betriebs-/Güterbahnhof Streckenanfang (Strecke außer Betrieb) |                   | Paramonga (⊙)            | Paramonga (⊙)            |
| Brücke über Wasserlauf (Strecke außer Betrieb) |                   | Río Pativilca            | Río Pativilca            |
| Strecke von links (außer Betrieb) · Abzweig quer, nach links und nach rechts (Strecke außer Betrieb) |                   | von Alpas                | 600-mm-Spur              |
| Dienststation / Betriebs- oder Güterbahnhof (Strecke außer Betrieb) · Kopfbahnhof Streckenanfang (Strecke außer Betrieb) |                   | Barranca (⊙)             | Barranca (⊙)             |
| Dienststation / Betriebs- oder Güterbahnhof (Strecke außer Betrieb) · Bahnhof (Strecke außer Betrieb) |                   | Supe (⊙)                 | Supe (⊙)                 |
| Abzweig geradeaus und nach links (Strecke außer Betrieb) · Strecke nach links und von rechts (außer Betrieb) |                   | nach Ancón               | 914-mm-Spur              |
| Betriebs-/Güterbahnhof Streckenende (Strecke außer Betrieb) · Strecke (außer Betrieb) |                   | Puerto Supe (⊙)          | Puerto Supe (⊙)          |
| Betriebs-/Güterbahnhof Streckenende (Strecke außer Betrieb) |                   | Hacienda San Nicolás (⊙) | Hacienda San Nicolás (⊙) |
| |                   |                          |                          |
| Quellen: :76 |                   |                          |                          |

Die Bahnstrecke Puerto Supe–Paramonga war eine eingleisige Bahnstrecke in Kapspur (Spurweite 1067 mm) im mittleren Peru in der heutigen Provinz Barranca.

## Geografische Lage
Die Strecke verlief weitgehend parallel zur Pazifikküste und verband die Zuckerraffinerie in Paramonga mit dem Hafen von Supe. Einziges größeres Kunstbauwerk war die Brücke über den Río Pativilca. Von deren Südende bis Supe wurde die Strecke von der parallel verlaufenden Trasse der – allerdings in 600-mm-Spur ausgeführten – Überlandstraßenbahn Puerto Supe–Alpas teils begleitet, teils bestand ein Dreischienengleis für Fahrzeuge beider Spurweiten.:76 Die Überlandstraßenbahn Puerto Supe–Alpas stellte ihren Betrieb aber schon in den 1950er Jahren ein.:78 Zwischen Barranca und Supe gab es in gleicher Verbindung ab 1928 eine dritte Trasse, eine Zweigstrecke der Bahnstrecke Ancón–Sayan, die in 914-mm-Spur ausgeführt und bis 1960 betrieben wurde.:84

## Geschichte
Seit 1874 gab es in Paramonga, nördlich des Río Pativilca eine Zuckerfabrik, die das Zuckerrohr der gleichnamigen Hacienda zu Rohzucker verarbeitete. 1902 erhielt die Fabrik eine 7,5 km lange Bahnanbindung an den Hafen von Supe. Die Fabrik stellte ab 1931 raffinierten und ab 1937 auch gebleichten Zucker her. Später erweiterte sie die Produktion auf Holzstoff, Papier und chemische Produkte. Die Erzeugnisse wurden alle mit der Bahn über den Hafen von Supe abgefahren. 1950 besaß sie sieben Dampf- und zwei Diesellokomotiven. Öffentlicher Personenverkehr fand hier wohl nie statt. Die Bahn war bis nach 1965 in Betrieb.:75

## Zweigstrecke
An diese Strecke der Hacienda Paramonga schloss sich in Supa eine von der Hacienda San Nicolás errichtete und betriebene Strecke an, die ebenfalls in Kapspur ausgeführt war und 1899 eröffnet wurde.:80